# Горішня Брезниця
Горішня Бре́зниця (болг. Горна Брезница) — село в Благоєвградській області Болгарії. Входить до складу громади Кресна.

## Населення
За даними перепису населення 2011 року у селі проживали 564 особи, з них 453 особи (99,3%) — болгари.
Розподіл населення за віком у 2011 році:
Динаміка населення: